# Baudouin Chailley
Pour les articles homonymes, voir Chailley (homonymie).
Baudouin Chailley est un auteur français de romans d'aventure et de romans de science-fiction, né en 1939 et décédé en 2023. Officier dans les troupes de Marine et agent des services spéciaux français, il publie son premier roman en 1965 dans la collection « Espionnage » des Éditions de l'Arabesque.
Chailley était d'abord porté sur les genres de la guerre et de l'action. Après l'arrêt des collections « L'Aventurier » en 1974 et « Feu » en 1975 chez Fleuve noir, il se lance dans l'écriture de science-fiction pour la collection « Anticipation » avec le même éditeur. C'est pour ces romans, et ceux plus tard du même genre pour la collection « Rivière blanche », qu'il est aujourd'hui le plus connu. Il a néanmoins continué à publier des romans de guerre, d'action et d'espionnage avec des autres éditeurs, notamment aux Éditions de Gerfaut.
Il est connu du public par les nombreux pseudonymes qu'il a utilisés : Piet Legay, Guy Lespig et Baldwin Wolf ainsi que par d'autres pseudonymes moins connus : H. B. Treilley, Igor Ivanov, Guy Jacquelin, B. Hilley, Pat Marcy et Pierre Lucas.

## Œuvre
Renseignements tirés du catalogue de la Bibliothèque nationale de France. Publié sous le nom de Piet Legay sauf indication contraire.

### Éditions de l'Arabesque
Collection « Espionnage »
- 1965 : Boum sur Khartoum, no 369, sous le nom de H. B. Treilley

### Éditions Fleuve noir

#### Collection «Feu»
- 1966 : Commando 44, no 40
- 1966 : Banzaï sur Iwo-Jima, no 52
- 1967 : Les Anges aux ailes rouges, no 63
- 1967 : Soixante Hommes par minute, no 69
- 1967 : Ils étaient seize, no 72
- 1968 : Les Desperados de Provence, no 83
- 1968 : Tornade sur Tobrouk, no 87
- 1968 : Durer jusqu'au convoi, no 95
- 1968 : La Septième Jonque, no 99, sous le nom de Guy Lespig
- 1969 : Décrochage à l'aube, no 104
- 1969 : Moi ? un lâche !, no 107, sous le nom de Guy Lespig
- 1969 : Aller simple pour Arnhem, no 116
- 1969 : Le Treizième Pilote, no 123, sous le nom de Guy Lespig
- 1970 : Saboteurs sur la Norvège, no 125
- 1970 : Réseau Altaïr, no 136
- 1970 : Martyre en Malaisie, no 143, sous le nom de Guy Lespig
- 1971 : Cap sur l'enfer, no 148, sous le nom de Guy Lespig
- 1971 : La Faute du sergent Hoare, no 153
- 1971 : Enfer chez les dieux, no 158
- 1971 : Corps à corps en Corée, no 162
- 1972 : La Filière, no 170
- 1972 : Survie impossible, no 180
- 1972 : Opération « superflash », no 187
- 1973 : Le Dernier Blockhaus, no 195
- 1973 : Situation rouge, no 202
- 1973 : L'Enfer par moins quinze, no 207
- 1974 : Contact perdu, no 211, sous le nom de Guy Lespig
- 1974 : Security-check, no 215
- 1974 : R comme Roméo, no 219
- 1974 : Klaus, mon frère, no 225
- 1975 : La Rizière sans retour, no 234
- 1975 : Réseaux pièges, no 241

#### Collection «L'Aventurier»
- 1968 : Carnage à Cayenne, marche et crève, no 141
- 1968 : Les requins meurent à Cayenne, no 143
- 1969 : Voir Cayenne et pourrir, no 146
- 1969 : Castagne au Kasal, no 148
- 1969 : Krause prend la barre, no 153
- 1970 : Gros Pépins pour Clémentine, no 166
- 1971 : Une tornade nommée Krause, no 172
- 1971 : Descente aux enfers pour Krause, no 175
- 1972 : Erreur, M. Krause, no 179
- 1973 : Mort sous la lagune, no 191
- 1973 : Corde raide pour Krause, no 196
- 1974 : Krause nage entre deux eaux, no 201

#### Collection «Anticipation»
- 1976 : Démonia, planète maudite, no 771
- 1977 : Le Sursis d'Hypnos, no 795
- 1977 : Les Sphères de l'oubli, no 829
- 1978 : Les Pétrifiés d'Altaïr, no 859
- 1978 : Véga IV, no 881
- 1978 : Les Passagers du temps, no 894 : Les passagers d'un vaisseau spatial humain (quatre hommes, deux femmes) dirigé par Normann font face à une menace mystérieuse. Il s'agit d'un astéroïde qui arrive à grande vitesse dans leur direction. Ils découvrent que c'est en réalité un vaisseau spatial extraterrestre. Celui-ci les attaque, et l'astronaute Matt est fait prisonnier. Un extraterrestre leur parle par l'intermédiaire du prisonnier, et leur demande de révéler des renseignements sur la planète Terre. Il leur explique que le vaisseau est composé d'extraterrestres qui ont la possibilité de voyager à leur guise non seulement dans l'espace, mais aussi dans le temps. Une fois les renseignements obtenus, le vaisseau alien libère les humains, qui reprennent le cours de leur voyage. Ils arrivent à proximité d'une planète qui ne comporte aucun habitant ni aucune ville. Lorsqu'ils découvrent le Mont Rushmore, aucun doute n'est permis : les aliens les ont déplacés à travers l'espace pour les renvoyer sur Terre ; les aliens les ont aussi envoyés très loin dans le futur, afin qu'ils repeuplent la Terre et lui redonnent vie et civilisation. Les astronautes sont aussi devenus, bien involontairement, des « Passagers du temps ».
- 1979 : L'Exilé de l'infini, no 911
- 1979 : Projet Phoenix, no 921
- 1979 : Le Maître des cerveaux, no 961
- 1980 : Transfert psi !, no 975
- 1980 : Le Défi génétique, no 1011
- 1980 : L'Ultime Test, no 1025
- 1980 : L'Étrange Maléfice, no 1039
- 1981 : Obsession temporelle, no 1048
- 1981 : Le Mystère Varga, no 1061
- 1981 : Échec aux Ro'has, no 1068
- 1981 : Au nom de l'espèce, no 1112
- 1982 : Hypothèse « gamma », no 1138
- 1982 : Un Monde si noir, no 1150, Loan 1
- 1982 : Elle s'appelait Loan, no 1168, Loan 2
- 1982 : Une peau si... bleue !, no 1179
- 1982 : Perpetuum, no 1196
- 1983 : Anticorps 107, no 1212
- 1983 : Ce cœur dans la glace, no 1223
- 1983 : Dimension quatre !, no 1241, La Loi du temps (cycle inachevé)
- 1984 : Génération Satan, no 1277
- 1984 : L'Autre Race, no 1295
- 1984 : Psy-connection, no 1306
- 1984 : Les Décervelés, no 1335
- 1985 : Viol génétique, no 1373, La Trace du Sirénien (cycle inachevé)
- 1986 : Ultime Solution, no 1508
- 1987 : Mortel Contact, no 1520, Les Dossiers maudits 1
- 1987 : Les Portes de l'enfer, no 1539, Les Dossiers maudits 2
- 1987 : Le Dernier Témoin, no 1558, Les Dossiers maudits 3
- 1987 : Cette vérité qui tue !, no 1579, Les Dossiers maudits 4
- 1987 : Aqualud !, no 1606
- 1988 : Survival, no 1625, Les Dossiers maudits 5
- 1988 : L'Enfer des homosimiens, no 1648, Les Dossiers maudits 6
- 1989 : Dernière chance : humanité, no 1665
- 1989 : Génésis II, no 1679, Les Dossiers maudits 7
- 1989 : Shândoah, no 1689, Les Dossiers maudits 8
- 1989 : Égrégore, no 1700, Les Dossiers maudits 9
- 1989 : Le Rire du clone, no 1715, Les Dossiers maudits 10
- 1989 : O Gamesh, prince des ténèbres, no 1726
- 1990 : Vous avez dit « humain » !, no 1744, Les Dossiers maudits 11
- 1990 : Emergency, no 1756, Les Dossiers maudits 12
- 1990 : Le Profanateur, no 1774, Les Dossiers maudits 13
- 1990 : Le Temps de l'effroi, no 1799, Chronos 1
- 1991 : Le Temps des lumières, no 1814, Chronos 2
- 1991 : Le Temps des révélations, no 1826, Chronos 3
- 1992 : L'Énigme du Squalus, no 1860
- 1992 : Révélations interdites, no 1876, Les Dossiers maudits 14
- 1992 : La Mandragore, no 1888
- 1993 : Rawâhlpurgis, no 1914
- 1994 : Shaan !, no 1950

#### Collection «Grands succès»
- 1983 : La Nuit du squale

#### Collection «Secret défense»
Les neuf titres suivants sont sous le nom de Baudouin Chailley.
- 1990 : Rush sur Faya, no 1
- 1990 : Les Possédés de Bagdad, no 2
- 1990 : Kanaky, Point Zéro, no 3
- 1990 : Préludes infernaux, no 4
- 1990 : La Trace du Scorpion, no 5
- 1990 : Dossier Styx, no 6
- 1991 : Bagdad ! Mortel contact, no 7
- 1991 : Raison d’État, no 8
- 1991 : Scud !, no 9

### Éditions Bastille
Collection « Coup de poing »
- 1974 : Les Marrons du feu, no 7, sous le nom de B. Hilley

### Éditions du Gerfaut
Collection « Guerre »
- 1976 : La Neige rouge du Taskaïa, no 289, sous le nom de Baldwin Wolf
- 1976 : La Sueur et le Sang, no 294, sous le nom de Igor Ivanov
- 1976 : Flammes sur la steppe, no 298, sous le nom de Baldwin Wolf
- 1977 : Le Ciel et l'enfer, no 311, sous le nom de Baldwin Wolf
- 1977 : Feldpolizei, no 318, sous le nom de Igor Ivanov
- 1977 : Les Requins de la nuit : alerte, hommes-grenouilles !, no 322, sous le nom de Baldwin Wolf
- 1978 : La Dernière Balle, no 326, sous le nom de Guy Jacquelin
- 1978 : Ton nom sera maudit, no 329, sous le nom de Igor Ivanov
- 1978 : Je survivrai !, no 332, sous le nom de Baldwin Wolf
- 1978 : Trahison sur ordre, no 335, sous le nom de Baldwin Wolf
- 1978 : La Loi des otages, no 344, sous le nom de Igor Ivanov
- 1979 : L'Enfer par -20°, no 350, sous le nom de Baldwin Wolf
- 1979 : La Gloire et la Honte, no 356, sous le nom de Igor Ivanov
- 1979 : J'ai vécu deux fois !, no 363, sous le nom de Baldwin Wolf
- 1979 : Panzer à l'aube, no 364, sous le nom de Baldwin Wolf
- 1980 : La Nuit du dragon, no 367, sous le nom de Guy Jacquelin
- 1980 : La Chienne de Mourmansk, no 377, sous le nom de Baldwin Wolf
- 1981 : Aller simple pour l'enfer, no 387, sous le nom de Baldwin Wolf
- 1981 : Le glas sonne à midi, no 393, sous le nom de Baldwin Wolf
- 1982 : Katiouschas !, no 398, sous le nom de Igor Ivanov
- 1983 : Même le diable, no 404, sous le nom de Baldwin Wolf
- 1983 : Bloquez Mourmansk, no 408, sous le nom de Igor Ivanov
- 1983 : Plus jamais cela, no 412, sous le nom de Igor Ivanov
- 1984 : Portés disparus, no 415, sous le nom de Guy Jacquelin
- 1984 : Traître ou Héros, no 420, sous le nom de Baldwin Wolf
- 1984 : Le Sacrifice du Méo, no 427, sous le nom de Guy Jacquelin
- 1984 : La Rage de survivre, no 435, sous le nom de Baldwin Wolf
- 1984 : Par le fer et par le feu, no 439, sous le nom de Guy Jacquelin
- 1984 : La Loi du sang, no 448, sous le nom de Baldwin Wolf
- 1984 : Piège à Sao Trak, no 452, sous le nom de Guy Jacquelin
- 1985 : Fureur à l'Est, no 455, sous le nom de Igor Ivanov
- 1985 : Ma peau d'abord, no 464, sous le nom de Baldwin Wolf

Collection « Guerre poche double »
- 1978 : Percez !, no 20, sous le nom de Baldwin Wolf

### Éditions Promodifa
Les quatre titres suivants sont sous le nom de Pat Marcy.
Collection « War »
- 1977 : Transfert en enfer, no 28

Collection « S.O.S., Section opérations spéciales »
- 1978 : Dum-dum party, no 21
- 1978 : Ah Zaïre ! Ah Zaïre ! Ah !, no 23
- 1978 : Coup bas à Koubbah, no 27

### Éditions Stock
- 1989 : Nouméa, ville ouverte, sous le nom de Baudouin Chailley

### Éditions Vaugirard
Collection « Police des mœurs »
- 1994 : Venue de Thailande, no 103, sous le nom de Pierre Lucas
- 1994 : Rue chaude, no 104, sous le nom de Pierre Lucas

### Black Coat Press
Collection « Rivière blanche, Blanche »
- 2006 : Ultime Frontière, no 2023
- 2007 : Radiations, suivi de Onyria ou Les songes de Zalkar, no 2031
- 2009 : Enigma, no 2056
- 2010 : Le Silence des abysses, no 2069
- 2012 : L'Énigme du Rorkal : un monde si parfait, no 2091
- 2013 : La Malédiction du Rorkal, no 2101
- 2015 : Hankh, no 2131
- 2016 : Exfiltration, no 2146
- 2017 : La Race première, no 2157
- 2018 : Requiem pour un monde hanté, no 2161
- 2019 : Le Rire du bourreau, no 2177
- 2020 : Une haleine de glace, no 2186
- 2021 : Les Koboldoks, no 2200
- 2021 : Citya Ramalek : Princesse Sangarie, no 2204
- 2022 : La Révolte Shangars, no 2211

Collection « Rivière blanche, Noire »
- 2011 : La Loi de la horde, no 31
- 2014 : Mortels Délices, no 65

### Éditions Baudelaire
- 2009 : Quand souffle le vent d'ouest, sous le nom de Baudouin Chailley